# Formación Lignitos de Escucha
La formación Lignitos de Escucha es una extensa unidad estratigráfica de origen continental o de transición localizada en una franja que va desde Castellón hasta el País Vasco, en las cuencas mesozoicas del Maestrazgo y Vasco-Cantábrica. 
Alberga niveles de lignito explotables, que han sido objeto de extracción, principalmente en la Cuenca del Maestrazgo, en la Val de Ariño y entre Utrillas y Escucha, así como en otras localidades de forma más dispersa de Teruel. También se explotan canteras de arcilla para azulejos, gres y cerámica refractaria, y caolín. 

## Historia
En las primeras investigaciones geológicas realizadas en las cuencas lignitíferas turolenses, la sección fue llamada informalmente «capas de Utrillas», e incluía todo el depósito terrígeno —arcillas y arenas— situado entre las calizas y margas  basales de edad Aptiense, y las calizas situadas a techo, datadas en el Cenomaniense. Posteriormente, en 1971, se segregaron los miembros inferiores, y se definieron formalmente dos formaciones: Lignitos de Escucha —la inferior, que incluye las capas de carbón— y Arenas de Utrillas.

## Litología
Está dividida en tres partes (o miembros, Mb), llamadas, de la más antigua a la más moderna, Mb. inferior o “Barriada”, Mb. intermedio o “Regachuelo” y Mb. superior o “La Orden”. Entre el miembro medio y el superior existe una discontinuidad sedimentaria llamada Superficie de Discontinuidad Regional.
El miembro inferior está formado por arenas claras finas y limos grises; intercala niveles de areniscas lumaquélicas y algunas capas de carbón de poca extensión. El miembro medio, el más importante desde el punto de vista económico, está formado fundamentalmente por arcillas y limos grises, que intercalan niveles de lignito explotables. El miembro superior contiene margas carbonosas, arcillas y arenas.
En los afloramientos del sector medio es frecuente la presencia de porcelanitas —llamadas «chamotas» por los mineros—; se trata de arcillas calcinadas por procesos de combustión espontánea, provocados por la disgregación y la oxidación —y el consiguiente aumento de temperatura— de los sulfuros de hierro presentes en el carbón.

## Ambiente sedimentario
La Formación Escucha se depositó en cuatro cubetas separadas por umbrales de sedimentación.   
- Cubeta de Utrillas,
- Cubeta de Castellote.
- Cubeta de Foz-Calanda.
- Cubeta de Oliete.[4]

La interpretación de la formación Escucha ha variado desde que fue descrita. En un primer momento se interpretó como la evolución desde un ambiente de prodelta, que iba siendo progresivamente colmatado por sedimentos hasta convertirse en una llanura pantanosa, con varias subsecuencias de hundimiento/colmatación. En los intervalos emergidos, se desarrolló una exuberante vegetación, que proveyó el material que, al ser rápidamente enterrado en condiciones anóxicas, acabó, donde la acumulación fue mayor, transformado en las actuales capas de carbón. Donde los restos enterrados fueron menos abundantes se formaron los característicos estratos de arcillas carbonosas que jalonan la formación.
Estudios más recientes han reinterpretado el paleoambiente, explicando los dos sectores inferior y medio como formados en una plataforma marina somera, con islas barrera y lagunas litorales, así como marismas en las que se desarrollaba la vegetación. El sector superior tendría un origen distinto, resultado del establecimiento de un erg que cubrió las marismas preexistentes. Este habría sido cubierto varias veces por el mar, hasta que se estableció definitivamente la sedimentación eólica característica de la formación Utrillas.

## Edad
La edad de la formación Lignitos de Escucha está comprendida entre el Aptiense y el Albiense, en el Cretácico Superior. 

## Explotaciones minerales

### Alumbre
Las primeras explotaciones se remontan al siglo XVI. Fueron de poca envergadura, de carácter local, aprovechando las capas de lignito superficiales, de peor calidad y mayor contenido en sulfatos, para obtener alumbre, que se vendía a los curtidores y tintoreros. La explotación de alumbre se concentró en la Val de Ariño, y finalizó a principios del siglo XIX.

### Carbón
El producto de mayor interés económico ha sido el carbón, hasta el punto de convertirse en la actividad industrial de mayor importancia considerando toda la provincia de Teruel. 
Ha sido explotado principalmente en la Val de Ariño, situada entre esta población y Andorra, en Estercuel y entre los pueblos de Utrillas y Escucha. Había otras explotaciones, de menor entidad, en Calanda, Galve, Aliaga y Portalrubio.    
Los carbones de la subcuenca de Aliaga-Utrillas son subbituminosos, más maduros y de mejor calidad que los de Ariño y Estercuel; estos son lignitos negros con menor poder calorífico, mayor proporción de azufre contaminante y de cenizas.

### Azabache
Alrededor de Utrillas se encuentra azabache, que fue explotado ya en el siglo XI.
En el siglo XX se hacían botones con él. Actualmente no se explota.  

## Paleontología
Los hallazgos más interesantes han sido restos óseos de reptiles: dinosaurios saurópodos y ornitópodos, así como cocodrilos y quelonios, y restos vegetales. 
Se han hallado diversos yacimientos de ámbar, algunos con numerosas bioinclusiones de artrópodos (arañas, ácaros e insectos), plumas de dinosaurios avianos y pelos de mamífero (los más antiguos encontrados en ámbar).